# All Hope Is Gone
Az All Hope Is Gone a Slipknot amerikai metalegyüttes negyedik stúdióalbuma, amely 2008 augusztusában jelent meg a Roadrunner Records gondozásában. A lemez kilenc országban került az eladási listák élére, köztük az Amerikai Egyesült Államokban a Billboard 200 listán is első helyre került már megjelenése hetében, a zenekar történetében először. Az album Psychosocial című dalát Grammy-díjra jelölték a legjobb metalteljesítményért kategóriában.

## Az album dalai
1. ".execute." – 1:48
2. "Gematria (The Killing Name)" – 6:01
3. "Sulfur" – 4:37
4. "Psychosocial" – 4:42
5. "Dead Memories" – 4:28
6. "Vendetta" – 5:15
7. "Butcher's Hook" – 4:14
8. "Gehenna" – 6:53
9. "This Cold Black" – 4:40
10. "Wherein Lies Continue" – 5:36
11. "Snuff" – 4:36
12. "All Hope Is Gone" – 4:45

Special Edition bónuszok
1. "Child of Burning Time" – 5:09
2. "Vermillion (Bloodstone Remix)" – 3:39
3. "'Til We Die" – 5:46

iTunes bónuszok
1. "Psychosocial (Live)" – 4:30

Special Edition bónusz DVD
- Nine: The Making of All Hope Is Gone - Documentary – 35 perc

## Közreműködők

### Slipknot
- Corey Taylor #8 – ének
- Mick Thomson #7 – gitár
- Shawn „Clown” Crahan #6 – ütőhangszerek, háttérvokál
- Craig Jones "133" #5 – sampler
- James Root #4 – gitár
- Chris Fehn #3 – ütőhangszerek, háttérvokál
- Paul Gray #2 – basszusgitár
- Joey Jordison #1 – dobok
- Sid Wilson #0 – DJ

### Produkció
- Producer: Dave Fortman és a Slipknot
- Hangmérnök: Jeremy Parker
- Keverés: Colin Richardson (Miloco Studios, London)
- Keverés hangmérnök: Matt Hyde
- Hangmérnök asszisztens: Oli Wright
- Mastering: Ted Jensen (Sterling Sound, New York City)
- Művészeti vezető: M. Shawn Crahan
- Fotó és design: P.R. Brown
- DVD rendező: M. Shawn Crahan

## Külső hivatkozások
- Slipknot hivatalos oldal Archiválva 2008. június 30-i dátummal a Wayback Machine-ben
- All Hope Is Gone hivatalos oldal